# Birgit Spångberg
Birgit Spångberg, född 25 augusti 1900 i Stockholm, död 11 september 1937 i Köpenhamn, var en svensk jurist. Hon var den första kvinnan i Sverige som var ordförande i en underrätt.

## Biografi
Birgit Spångberg dotter till redaktören Valfrid Spångberg och hans fru Ina Bock som var skådespelare. Birgit Spångberg avlade studentexamen vid Åhlinska skolan i Stockholm 1920, och läste därefter juridik vid Stockholms högskola. I maj 1925 avlade hon sin juris kandidatexamen.
Efter juridikstudierna fick Birgit Spångberg plats som tingsnotarie i Askims, Hisings och Sävedals domsaga. Häradsrätten i Askim var under 1920-talet känd för att vara progressiv och nytänkande när det gällde rättegångsförfarandet. Häradshövding under åren 1923–1929 var Karl Schlyter som senare blev såväl hovrättspresident som justitieminister, och han var en av de jurister som arbetade aktivt för en reformering av den dåvarande processrätten. Karl Schlyter var själv en otålig reformivrare och i häradsrätten i Askim togs de nya processreglerna i bruk långt innan den stora reformen av processrätten trädde i kraft år 1948. Karl Schlyter såg också positivt på kvinnliga jurister. Behörighetslagen från 1923 hade gjort det möjligt även för kvinnor att tjänstgöra som tingsnotarier, och det var ingen slump att just häradsrätten i Askim var en av de första i landet med att anställa kvinnliga notarier. Birgit Spångberg var en av de första och hon började i Askim. I februari 1926 antogs Birgit Spångberg som extra ordinarie notarie i Göta hovrätt. Bara en gång tidigare hade en kvinnlig notarie anställts vid hovrätten.
Birgit Spångberg var också den första kvinnliga juristen i landet som fick ett domarförordnande. År 1926 hade regler införts som innebar att en kvinnlig notarie som hade tjänstgjort minst sex månader i hovrätten kunde förordnas att sitta ordförande i häradsrätt, om hon ansågs godkänd för ett sådant förordnande. Birgit Spångberg godkändes, och den 31 augusti 1926 avkunnade hon dom i ett tiotal mål vid häradsrätten i Askim.
Efter tiden på häradsrätten i Askim tjänstgjorde Birgit Spångberg från 1928 vid Socialdepartementet, där hon befordrades till förste amanuens 1932 och vid flera tillfällen innehade förordnanden som kanslisekreterare och kansliråd.
År 1936 fick Birgit Spångberg ett stipendium för att under ett år tjänstgöra vid den internationella arbetsbyrån i Genève. På vägen hem från Genève till Stockholm drabbades Birgit Spångberg av lunginflammation och avled hastigt i Köpenhamn den 11 september 1937, 37 år gammal. Hon är begravd på Norra begravningsplatsen i Solna.